# La Portilla
La Portilla är en ort i Mexiko.   Den ligger i kommunen Nochistlán de Mejía och delstaten Zacatecas, i den centrala delen av landet, 400 km nordväst om huvudstaden Mexico City. La Portilla ligger 1 837 meter över havet och antalet invånare är 204.
Terrängen runt La Portilla är varierad. Runt La Portilla är det ganska glesbefolkat, med 26 invånare per kvadratkilometer. Närmaste större samhälle är Nochistlán, 6,8 km väster om La Portilla. I omgivningarna runt La Portilla växer huvudsakligen savannskog.